# História das placas de identificação de veículos no Brasil
A história das placas de identificação de veículos no Brasil é composta por uma sequência de padrões desde o início do século XX, poucos anos após o início da circulação de veículos automotores no Brasil, em 1891.

## Sistemas pioneiros (1901-1941)

### Sistema descentralizado sem categorização (1901-1915)

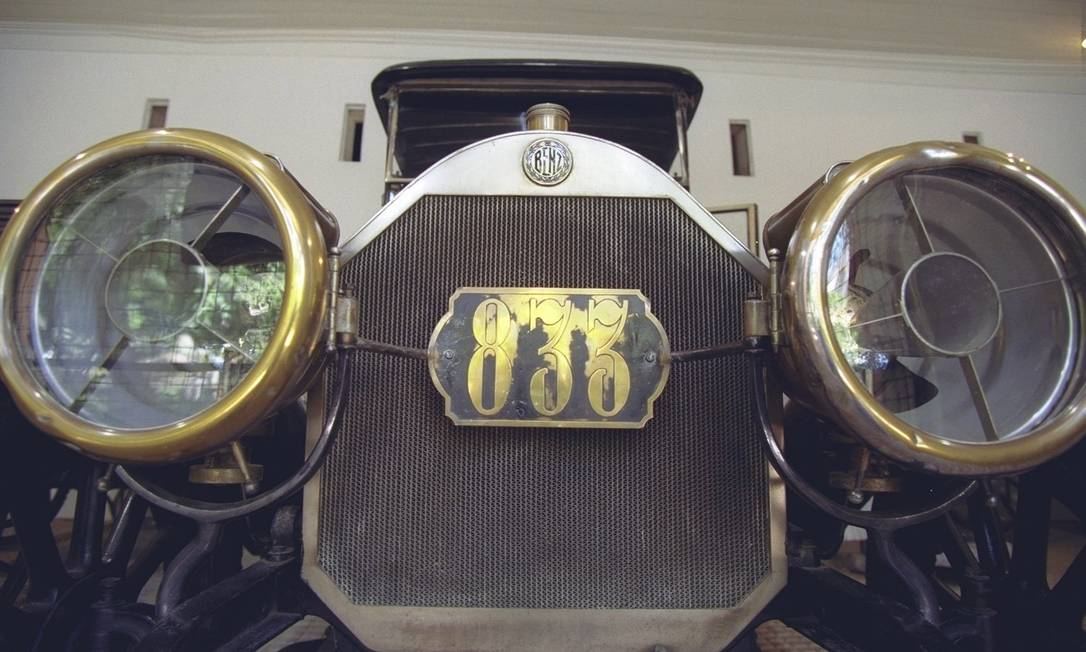
O primeiro emplacamento registrado no Brasil é de 1901. O modelo inicial foi usado até 1915

Inicialmente, de 1901 a 1915, não havia padronização e as placas, embora fossem sempre de fundo preto, tinham os caracteres com cores variáveis, conforme o material de fabricação, feita a mando não do órgão público licenciante, sempre municipal, mas sim pelo proprietário. Os caracteres eram sempre numéricos, em formato de unidades (1), dezenas (12) ou centenas (123), o  que era suficiente para a incipiente frota circulante à época.

### Sistema descentralizado com categorização (1915-1941)

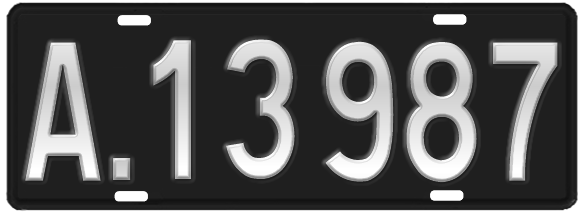
Placa de veículo de aluguel no sistema de emplacamento brasileiro utilizado 1915 e 1941.

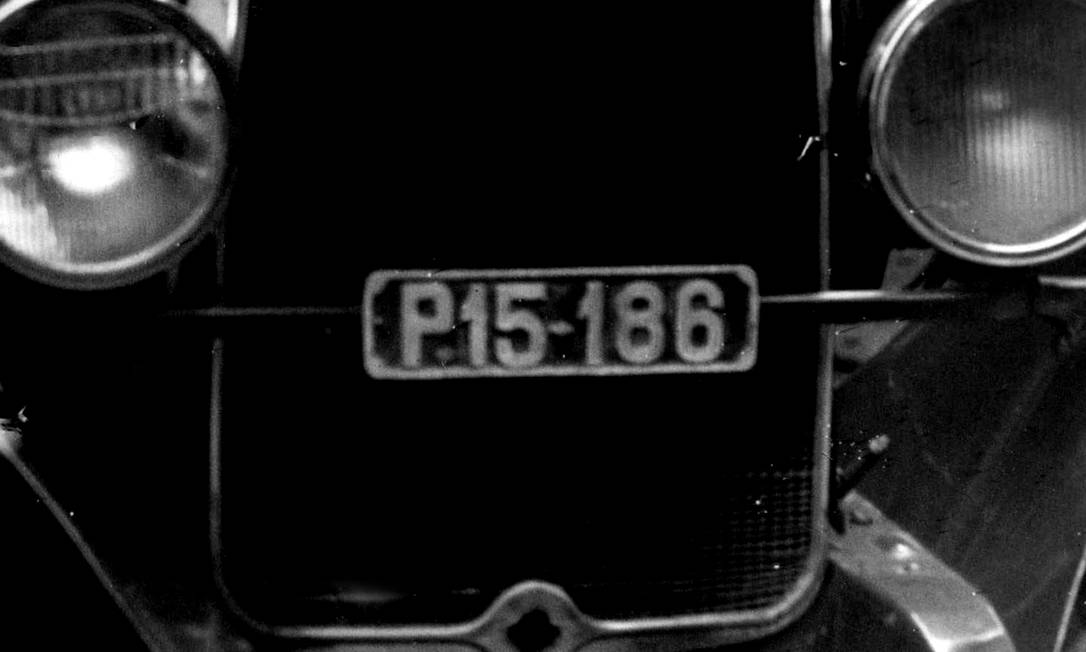
Placa de carro particular (P) no modelo usado entre 1915 e 1941

Entre 1915 e 1941, o sistema de emplacamento continuou sendo de competência municipal e sem padronização. As placas, em geral, eram iguais em todo o território nacional, com fundo preto e letras brancas, constando de uma letra inicial (onde P significava "Particular" e A significava "Aluguel", utilizada em veículos que realizavam transporte remunerado, isto é, caminhões, ônibus e táxis) seguidas de uma quantidade de números que variava de 1 a 5 algarismos. Por exemplo: P 6, P 43, A 25, P 532, A 587, P 1·349, P 12·879. Nas capitais e em boa parte dos municípios, não havia indicação do município de registro e a placa traseira recebia uma tarjeta trocada anualmente, a título de licenciamento.

## Sistema numérico (1941-1969)

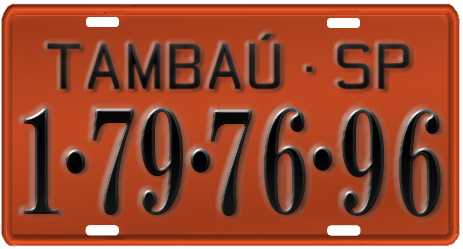
Placa de identificação para veículos - categoria particular.

Utilizado entre 1941 e 1969, e instituído pelo Decreto-Lei 3.651/1941, nos artigos 84 a 98, o novo sistema adota um sistema numérico separado por pontos na altura média, sem a utilização de letras. O controle das placas permanece sob controle municipal e o nome do município seguido da sigla da Unidade da Federação na qual está registrado passa a ser informado nas placas (Município-UF), e como continuidade ao que ocorria nos sistemas anteriores, as placas pertenciam aos proprietários e não aos veículos.
Além destas novidades, as cores das placas passam a indicar a sua utilização. Assim, as placas com fundo alaranjado (a partir de 1960 passam a tê-lo na cor amarela) com letras pretas passam a indicar a utilização como veículo particular, as vermelhas com letras brancas indicam a utilização como veículos de aluguel e as brancas com letras pretas indicam o automóvel como oficial. 
As placas de motocicletas passam a ser ovais e apresentam apenas a sigla do estado (como era comum nas placas traseiras de outros veículos), com o ano da expedição da placa na parte inferior.
Como o controle permaneceu no âmbito municipal, o formato iniciava-se na combinação de um único algarismo e seguia sequencialmente conforme a demanda por novos registros. Os municípios iniciavam sua sequência no 1 e iam sendo acrescidos, sendo que a quando as combinações atingem a centena e o milhar passam a ser utilizados um ponto para separar e manter as combinações por dezenas (12, 1·23 e 12·23, 1·23·45 e 12·34·56), facilitando a visualização. Em alguns estados, como São Paulo, nos anos finais passa a ser utilizado a sequência para todo o estado, chegando a serem registrados veículos com a placa no formato 1·23·45·67.

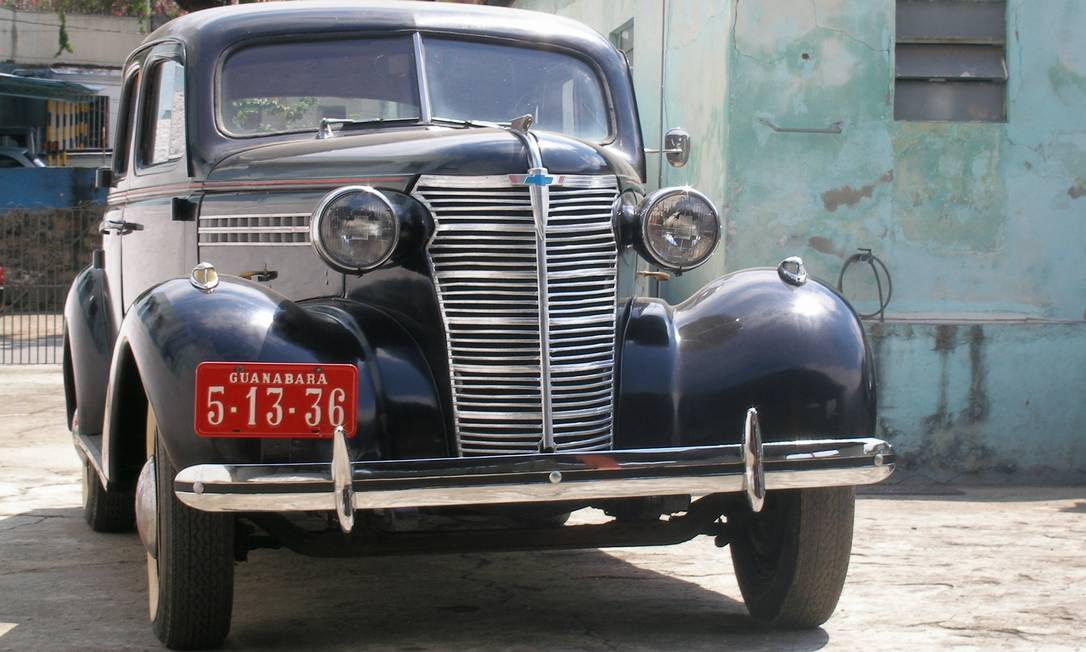
Placa de táxi no modelo usado no Brasil entre 1941 e 1970. A indicação "Guanabara" começou a ser usada na cidade do Rio de Janeiro em 1960

Neste sistema, portanto, era possível emplacar até 9.999.999 por município/estado porém, devido à dificuldade de controlar vários veículos com a mesma placa no mesmo estado e também no país, foi aos poucos se tornando inviável, levando à adoção de um novo sistema a partir do final de 1969.

## "Placa paulistinha"
Durante a vigência do terceiro sistema, citado acima, o estado de São Paulo passou a adotar um sistema diferenciado e exclusivo, em paralelo com o sistema nacional e com os mesmos padrões de categorias e cores deste, no qual as placas se iniciavam com a letra S, seguidas ou não, de outra letra que indicava a região administrativa, com o nome do município de emissão na parte superior, sem a sigla da unidade federativa. Esse sistema, que nunca foi homologado pelos órgãos federais de trânsito, tendo sido considerado ilegal por estes, perdurou até a substituição gradativa das placas pelo sistema alfanumérico de duas letras e quatro números.
| Combinação alfanumérica | Região Administrativa |
| ----------------------- | --------------------- |
| S                       | São Paulo (município) |
| SA                      | Araçatuba             |
| SB                      | Bauru                 |
| SC                      | Campinas              |
| SG                      | Grande São Paulo      |
| SJ                      | São José dos Campos   |
| SO                      | Sorocaba              |
| SP                      | Presidente Prudente   |
| SR                      | Ribeirão Preto        |
| SS                      | Santos                |
| ST                      | São José do Rio Preto |

## Sistema alfanumérico - duas letras e quatro números (1970-1990)

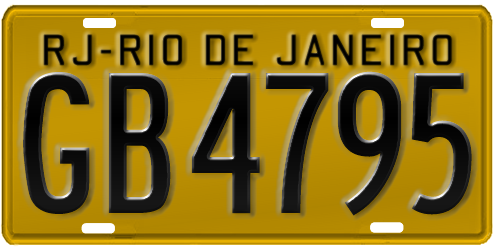
Placa particular para automóveis em geral (exceto motocicletas) no sistema utilizado de 1970 até a implementação do sistema RENAVAM, entre 1990 a 1999.

Em 12 de fevereiro de 1970, o Decreto 66.199 alterou o artigo 122 então Código de Trânsito Brasileiro (CTB) (Decreto 62.127, de 16 de janeiro de 1968, revogado em 1998) sistema de placas, adotado em 1970 e utilizado até 1990 de forma exclusiva e que subsistiu até 1999 em alguns estados, novas mudanças são adotadas. A combinação passa a ser alfanumérica de duas letras e quatro números para automotores de quatro ou mais rodas, no formato AB 1234 e duas letras e três números para automotores de 2 ou três rodas (no formato AB 123), o que permitia o registro de uma frota máxima de 7.434.648 veículos por estado, sendo 675.324 Região Administrativa de similares e 6.759.324 automóveis, ônibus e caminhões.

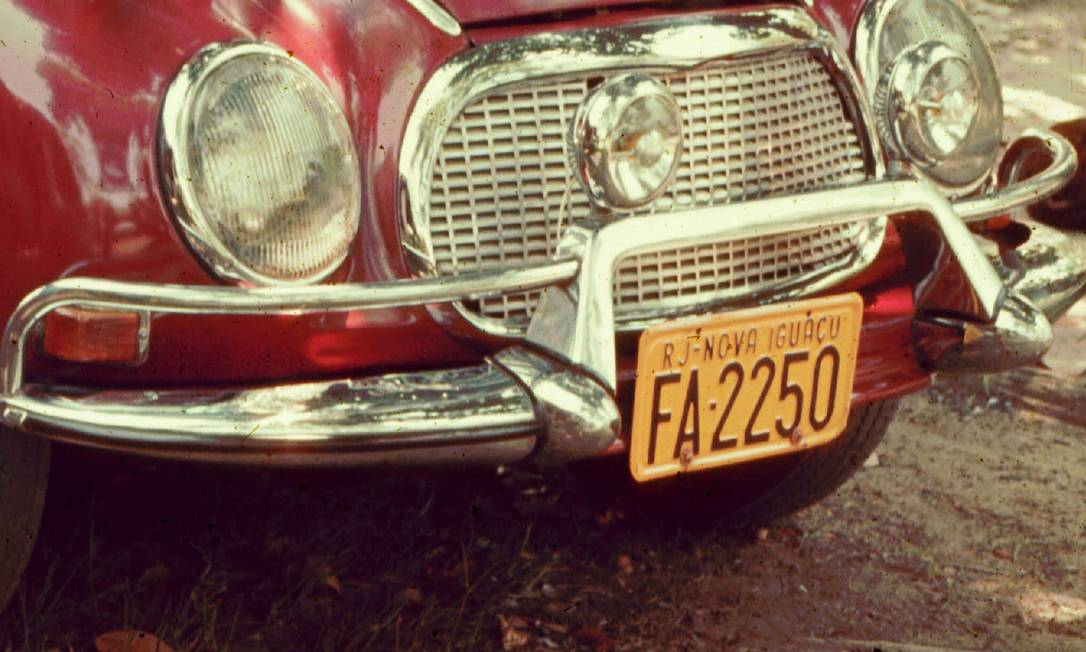
Placa alfanumérica amarela usada em carros particulares no Brasil entre 1970 e a década de 90

A principal mudança foi a transferência da responsabilidade pela gestão do trânsito para o nível estadual, deixando esta de ser municipal. Isso permitiu que as combinações passassem a ser distribuídas para cada município e dentro do estado deixariam de existir dois veículos com a mesma combinação, como ocorria até então. Por serem vinculados aos municípios de registro, até 1969, as placas eram trocadas toda vez que o veículo fosse vendido para um cidadão que morasse em outro município. O município e estado de registro passaram a ser exibidos no formato UF - MUNICÍPIO e foram mantidos padrões de cores indicativas de categorias do sistema anterior. Além disso, na maioria dos municípios era adotada uma combinação diferente para cada categoria de veículo e apenas nos anos finais do sistema esta utilização foi abolida, devido à restrição de combinações disponíveis. Outra característica do sistema era a reutilização de combinações após os veículos originários serem transferidos para outros municípios ou quando eram baixados como sucata.
Principais problemas deste sistema
- Depois que os sistemas de bancos de dados computadorizados começaram a ser implantados, surgiram incompatibilidades, dentre as quais: A placa AB0123 poderia existir em cada um dos estados; as motocicletas usavam uma sequência paralela com apenas três números. A placa AB123 (motocicleta) seria confundida pelos computadores com a placa AB0123.
- O número máximo de prefixos disponíveis por estado era de apenas 676 combinações (26 X 26), não havendo disponibilidade de prefixos para todos os municípios uma vez que em alguns estados o número de municípios é quase o mesmo de prefixos ou até maior, como em Minas Gerais, agravado pelo fato de que nos municípios mais populosos as combinações necessárias chegavam a centenas.

O sistema de duas letras coexistiu por vários anos com o sistema posterior, de três letras, com uma substituição que se estendeu por vários anos, conforme cada Detran foi aderindo ao sistema Renavam:
| Sequência | Unidade da federação | Sigla | Substituição ocorrida em |
| --------- | -------------------- | ----- | ------------------------ |
| 1.º       | Paraná               | PR    | fevereiro de 1990        |
| 2.º       | Minas Gerais         | MG    | setembro de 1991         |
| 3.º       | São Paulo            | SP    | outubro de 1991          |
| 4.º       | Maranhão             | MA    | janeiro de 1992          |
| 5.º       | Mato Grosso do Sul   | MS    | março de 1992            |
| 6.º       | Rio Grande do Sul    | RS    | março de 1992            |
| 7.º       | Ceará                | CE    | outubro de 1992          |
| 8.º       | Pará                 | PA    | julho de 1993            |
| 9.º       | Bahia                | BA    | agosto de 1993           |
| 10.º      | Sergipe              | SE    | setembro de 1993         |
| 11.º      | Amazonas             | AM    | setembro de 1993         |
| 12.º      | Mato Grosso          | MT    | setembro de 1993         |
| 13.º      | Distrito Federal     | DF    | abril de 1994            |
| 14.º      | Piauí                | PI    | abril de 1994            |
| 15.º      | Goiás                | GO    | maio de 1994             |
| 16.º      | Pernambuco           | PE    | agosto de 1994           |
| 17.º      | Rio de Janeiro       | RJ    | maio de 1994             |
| 18.º      | Espírito Santo       | ES    | dezembro de 1995         |
| 19.º      | Santa Catarina       | SC    | junho de 1996            |
| 20.º      | Paraíba              | PB    | julho de 1996            |
| 21.º      | Alagoas              | AL    | agosto de 1996           |
| 22.º      | Tocantins            | TO    | novembro de 1996         |
| 23.º      | Rio Grande do Norte  | RN    | junho de 1998            |
| 24.º      | Acre                 | AC    | junho de 1998            |
| 25.º      | Roraima              | RR    | julho de 1998            |
| 26.º      | Rondônia             | RO    | julho de 1998            |
| 27.º      | Amapá                | AP    | setembro de 1998         |

Assim, com o advento da Resolução 99/1999, que facultou aos Detrans a possibilidade de estabelecer calendários próprios para a substituição das placas de duas letras pelas de três letras, sem exceder a data-limite de 31 de dezembro de 1999, é que os emplacamentos anterior deixaram de ser válidos.

## Sistema alfanumérico - três letras e quatro números (1990-2018)

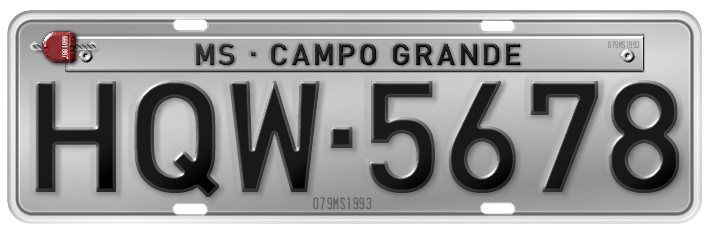
Modelo de placa veicular brasileiro, em caracteres DIN Mittelschrift, adotado até 2008 em muitos estados

As limitações técnicas do sistema com duas letras e quatro números levaram à implantação, a partir de 1990, de um novo sistema de identificação dos veículos com o acréscimo de uma letra ou de uma letra e um dígito (passando do formato AB123 para motocicletas e AB1234 para ABC·1234 em todos os veículos), além de outras modificações, sendo a mais perceptível delas, a mudança da cor do fundo das placas de veículos particulares do amarelo para o cinza.
A nova formatação adotada foi a ABC·1234 com um hífen ou ponto entre as letras e os números. Acima da combinação passou a haver uma tarjeta metálica com a sigla da unidade federativa e o nome do município onde o veículo está registrado (UF-Município), devendo esta ser substituída quando o veículo fosse transferido de município sem que houvesse a necessidade de trocar toda a placa, como acontecia até então. Este procedimento era feito rompendo-se o lacre de segurança (de plástico ou chumbo) e efetuando-se a troca por novo lacre. Esse lacre era a garantia no sistema de que a placa pertencia ao veículo e não podia estar rompido, nem o arame que o liga ao veículo, sob pena de infração gravíssima e apreensão do veículo. Originalmente em 1990, previa-se que tanto os veículos particulares quanto os veículos oficiais teriam placas com caracteres pretos em fundo branco, tendo estes últimos uma diferença: a presença de uma tarja diagonal em verde-e-amarelo, as cores nacionais. No entanto, já em 1993 já se dizia que o padrão dos veículos particulares era com placas cinza.
A criação de um cadastro nacional unificado de veículos, denominado RENAVAM (Registro Nacional de Veículos Automotores), permitiu a criação desse novo sistema, uma vez que a quantidade máxima de combinações passou a ser de 175.742.424 (26 X 26 X 26 X 9.999, uma vez que as placas com final 0000 não são utilizadas): em 2015 a previsão era que o sistema durasse apenas mais dez anos.
A combinação alfanumérica atribuída a um veículo não pode ser transferida, substituída nem reaproveitada, mesmo após o sucateamento, A exceção é no caso dos veículos "clonados" ou "dublês", que tiveram copiadas a placa veicular e/ou os dados do sistema (número Renavam, número de identificação do chassi mediante adulteração, que segundo a Resolução 670/2017 do Denatran

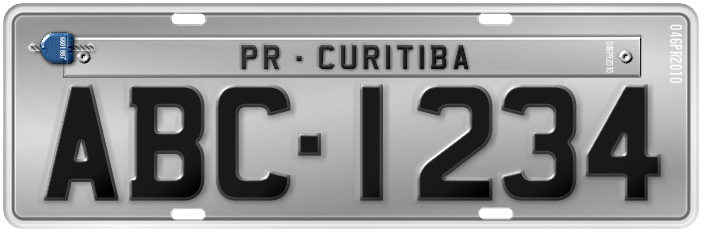
Modelo de placa veicular brasileiro, a partir de 2008, em caracteres Mandatory, conforme a Resolução 231 do Contran

As placas de veículos de representações diplomáticas não se enquadraram neste sistema até 2012 e no Distrito Federal e Rio de Janeiro, estados com maior concentração de representações, as antigas placas com combinações CC, CD e CMD seguidas por quatro dígitos foram substituídas por placas de 3 letras, mantendo-se a cor azul e os caracteres brancos. A modificação das cores dos carros particulares motivou posteriormente uma certa discussão sobre a necessidade de se modificar também a cor das placas de veículos oficiais, uma vez que a semelhança entre o cinza usado nos particulares e o branco, usado nos oficiais, tornava difícil a identificação de veículos oficiais e, consequentemente, a fiscalização do uso destes veículos.

### Obrigatoriedade de emplacamento para as motos de 50 cilindradas
Após publicação no Diário Oficial da União de 31 de julho de 2015, os ciclomotores comprados deverão ser emplacados, assim como os carros e as motocicletas. Os condutores deverão ter o Certificado de Registro e Licenciamento de Veículo (CRLV), além da habilitação adequada. A responsabilidade pela fiscalização desses veículos, que eram das prefeituras municipais, passam a ser dos Detrans de cada uma das 27 unidades federativas.

### Formato

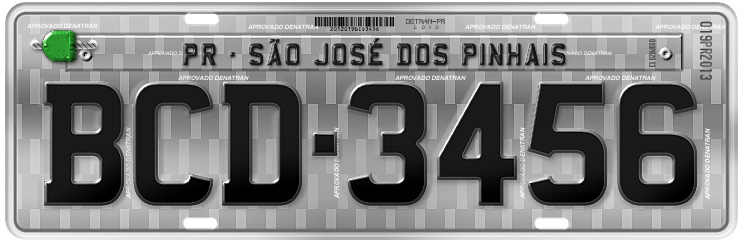
Modelo de placa veicular brasileiro em caracteres Mandatory, conforme Resolução 372/2011 do Contran

As placas possuem formato retangular com as letras separadas dos números por um hífen ou ponto, exceto para motocicletas, nestas os números são posicionados abaixo das letras.
O tamanho padrão das placas é de 400 por 130 milímetros, mas podiam ser encomendados modelos de tamanho japonês ou europeu até 1º de janeiro de 2008.

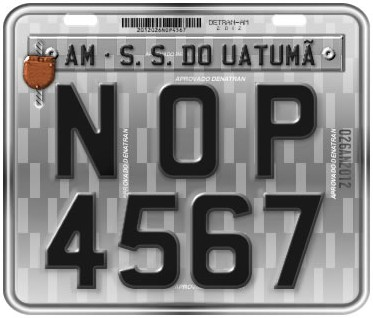
Modelo de placa veicular brasileiro para motocicletas em caracteres Mandatory, conforme Resolução 372/2011 do Contran

A nova regulamentação do Conselho Nacional de Trânsito (CONTRAN), Resoluções 231 e 241 (em vigor desde 1 de janeiro de 2008), estabeleceu a fonte Mandatory (similar à fonte usada no Reino Unido desde 2001) para as letras e números das placas brasileiras. A legislação anterior às Resoluções 231 e 241 não obrigava o uso de nenhuma fonte específica, embora a mais adotada fosse a do sistema DIN (DIN Mittelschrift).
Desde o dia 1º de abril de 2012, conforme a Resolução nº 372/2011 (publicada no Diário Oficial da União de 23 de março de 2011), bem como a Deliberação nº 122 do mesmo órgão, passou a ser obrigatório o uso de placas refletivas em todos os veículos automotores. Segundo a decisão do CONTRAN, a altura das placas para motos passou de 13,6 cm para 17 cm, e o comprimento de 18,7 cm para 20 cm. O tamanho dos caracteres passou de 4,2 cm para 5,3 cm.

### Cores
Nos termos da Resolução 231/2007 do Contran, as placas possuem cores diferentes de acordo com o tipo de uso para que o veículo está registrado:

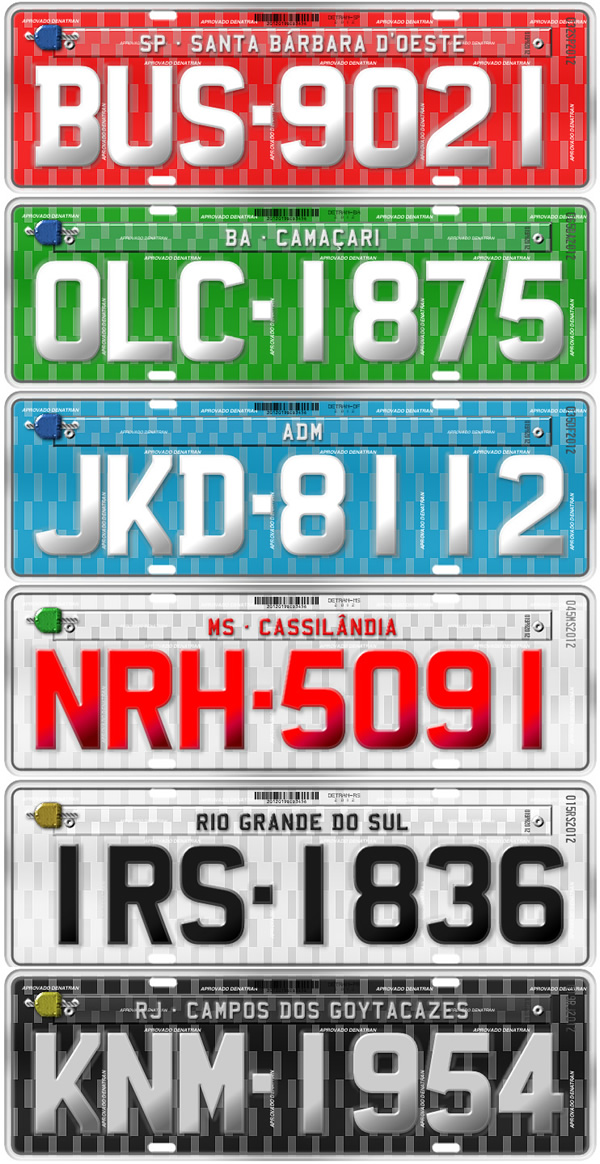
Outras cores utilizadas no moderno emplacamento veicular brasileiro, além da "preto sobre fundo cinza"

| Cor dos Caracteres | Fundo         | Exemplo        | Categoria                                                                               | Descrição/Observações |
| ------------------ | ------------- | -------------- | --------------------------------------------------------------------------------------- | --- |
| Preta              | Cinza         | ABC·1234       | Particular                                                                              | Caracteriza veículos de uso comum, que não se enquadram nas demais categorias. |
| Branca             | Vermelho      | ABC·1234       | Aluguel                                                                                 | Transporte oneroso, i.é., pago, de passageiros (táxis, mototáxis, ônibus urbanos, metropolitanos, interurbanos e interestaduais) ou bens (motofrete, vans, caminhões, etc.). |
| Vermelha           | Branco        | ABC·1234       | Aprendizagem                                                                            | Veículos de autoescolas, utilizados por condutores que estão aprendendo a dirigir. |
| Preta              | Branco        | ABC·1234       | Oficial                                                                                 | Veículos de órgãos diretamente ligados aos governos municipais, estaduais e federal, como por exemplo, polícias civis e militares, corpos de bombeiros, Forças Armadas, Poder Judiciário, etc. |
| Cinza              | Preto         | ABC·1234       | Coleção                                                                                 | Criada pela Resolução 56/1998, com as alterações da Resolução 127/2001. Designa veículos que tenham sido fabricados há mais de 30 anos, que tenham conservado suas características originais de fabricação, que integrem uma coleção e que apresentem um documento denominado certificado de originalidade. |
| Branca             | Verde         | ABC·1234       | Experiência Fabricante                                                                  | *Experiência: designa veículos que estão em oficinas e que precisam circular em via pública sob a responsabilidade da empresa, uma vez que essa placa é colocada por cima da placa original do veículo e fica registrada no nome da empresa, que receberá eventuais multas por infrações de trânsito cometidas durante o período de testes. *Fabricante: caracteriza veículos de montadoras que ou são protótipos ou estão em testes de modelos novos, que ainda estão por ser lançados no mercado. |
| Branca             | Azul          | ABC·1234       | Missão Diplomática Corpo Consular Organismo Internacional Acordo de Coop. Internacional | Regulamentada pela Resolução 286/2007, na tarjeta usada que as demais categorias indicam para usar a localidade de registro, usa os seguintes códigos para designar o tipo de serviço: *ADM (Administrativo, para funcionários e técnicos ligados a embaixadas, consulados e organizações internacionais); *CC (Repartição Consulares e seus representantes); *CD (Corpo Diplomático e seus representantes); *CMD (Chefe de Missão Diplomática, exclusiva de embaixadores); *OI (Organismos internacionais com representação no Brasil); *CI (peritos estrangeiros mediante acordo de Cooperação Internacional). |
| Dourada            | Preto         | AUTORIDADE 123 | Especial                                                                                | Utilizadas em carros oficiais de governadores, prefeitos, presidente da Assembleia Legislativa, presidentes de Câmaras, presidente de Tribunais Estaduais ou federais e outros. O fundo é preto e os caracteres alfanuméricos dourados. As placas possuem o Brasão da República Federativa do Brasil, do Estado ou do Município coloridos, alinhados à esquerda na placa. |
| Prata              | Verde Amarelo | AUTORIDADE     | Especial                                                                                | carros oficiais utilizados somente pela Presidência da República, pela Vice-Presidência dela, pelos presidentes do Senado, pelos da Câmara, pelos ministros, pela Advocacia Geral dela e pela Procuradoria-Geral. A placa possui o Brasão da República Federativa do Brasil, colorido, alinhado à esquerda na placa. |

Observação
Em janeiro de 2009 uma resolução determinou que os novos veículos emplacados nas categorias "Corpo Diplomático" ou "Corpo Consular" passariam a receber dentro da série alfabética do estado onde será lotado uma combinação geral e normal de três letras e quatro números  (formato ABC·1234), como as demais categorias. No entanto, o padrão de cores desses tipos de placas permaneceu, com caracteres brancos sobre fundo azul. Até dezembro de 2009 todos veículos até então enquadrados no sistema cujos formatos eram CC 1234 ou CD 1234 deveriam ter se adaptado a este novo sistema único, mantendo referência a corpo consular através de inscrição na tarjeta no lugar do UF e município com código que designe a categoria especial com abreviaturas padronizadas (CC CD CMD OI CI) segundo a Resolução n° 286/2008 do Contran.

### Cronologia
| Resolução Contran | Data                 | Descrição |
| ----------------- | -------------------- | --- |
| 56/1998           | 21 de maio de 1998   | Instituiu o uso dos veículos com placas de colecionador, com letras cinza em fundo preto, atendidos os critérios de alto grau de originalidade, idade, atestados por organização credenciada para tal.                                                                                               |
| 99/1999           | 31 de agosto de 1999 | Estabeleceu a data-limite de 31 de dezembro de 1999 para os Detrans das unidades federativas estabelecerem calendário próprio para a substituição das placas do padrão anterior. |
| 231/2007          | 15 de março de 2007  | Segundo estabelecimento do Sistema de Placas de Identificação de Veículos Revogação das Resoluções 783/1994 e 45/1998 *Dentre numerosas especificações técnicas, estabelece como única fonte tipográfica o padrão Mandatory.                                                                         |
| 275/2008          | 25 de abril de 2008  | Revogação da Resolução 94/1999 *Estabelecimento de regras para o emplacamento de veículos de uso dos oficiais-generais das Forças Armadas do Brasil. |
| 286/2008          | 29 de julho de 2008  | Revogação da Resolução 835/1997: Estabelecimento de regras para o emplacamento de veículos de veículos diplomáticos, consulares e de organizações internacionais. |
| 309/2009          | 6 de março de 2009   | Alteração da Resolução 231/2007: *Reafirmação das dimensões de placas dos veículos como 400 mm por 130 mm, mas com a possibilidade de flexibilização e redução das dimensões em até 15%, justificando-se, caso a placa não caiba no receptáculo.                                                     |
| 372/2011          | 18 de março de 2011  | Alteração da Resolução 231/2007: *Mudança das dimensões das placas de motocicletas, motonetas, ciclomotores e triciclos de 187 mm × 169 mm para 200 mm × 170 mm *Altura dos caracteres dessas placas aumentada de 42 mm para 53 mm *Estabelecimento de novas regras para uso de películas e pintura. |

## Sistema alfanumérico 1990-2018 - placa histórica
Com a implantação do novo sistema de emplacamentos no Brasil em 1990, o primeiro estado a emplacar seus veículos foi o Paraná, que recebeu sequência inicial de AAA 0001 a BEZ 9999. O governo do estado estipulou um leilão para o arremate das primeiras placas deste sistema. Em 15 de março de 1990, data da realização deste leilão, foi arrematada a placa AAA-0001 pelo empresário Jaime Nunes da Silveira Filho, que emplacou o seu Ford Escort XR3 1.8 1990. O valor pago pela placa histórica foi NCz$ 230 mil (em Cruzados Novos, moeda da época). Em 2020, o XR3 mantinha a placa e possuía apenas 1.050 km rodados.

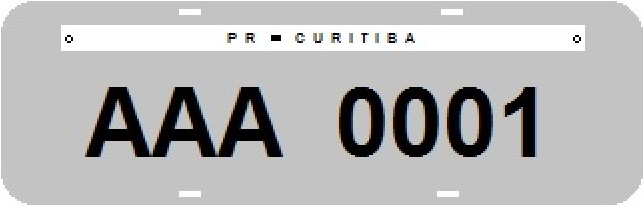
representação gráfica da 1° placa cinza do Brasil, instalada em um ESCORT-XR3 em Curitiba